# Ptinus priminidi
Ptinus priminidi là một loài bọ cánh cứng trong họ Ptinidae. Loài này được Spilman miêu tả khoa học năm 1976.